# Barð Brynjolfsson
Barð Brynjolfsson (apodado el Blanco y el Fuerte, m. 872) fue un caudillo vikingo de Hålogaland, Noruega a principios del siglo X. Era hijo de Brynjolf Bjorgolfsson de Torgar y miembro del hird de Harald I de Noruega. Barð era íntimo amigo de otro popular miembro del hird real, Thorolf Kveldulfsson y junto al escaldo Olvir Hnufa formaron los tres un grupo muy unido. 
Barð casó con Sigrid, hija de Sigurd de Alost en Vefsnfjord, uno de los hombres más ricos e influenyes de Nordland.
Todos ellos lucharon en la juntos en la batalla de Hafrsfjord donde Thorolf recibió graves heridas pero las de Barð eran mortales, por lo que requirió la presencia del rey para que fuera testigo de la cesión de todas sus posesiones a Thorolf, y también que casase con su viuda para que su hijo creciese con un padre de su confianza.
Esa herencia sería más tarde disputada por los hermanos Hraerek y Harek.